# آشپزی با خون

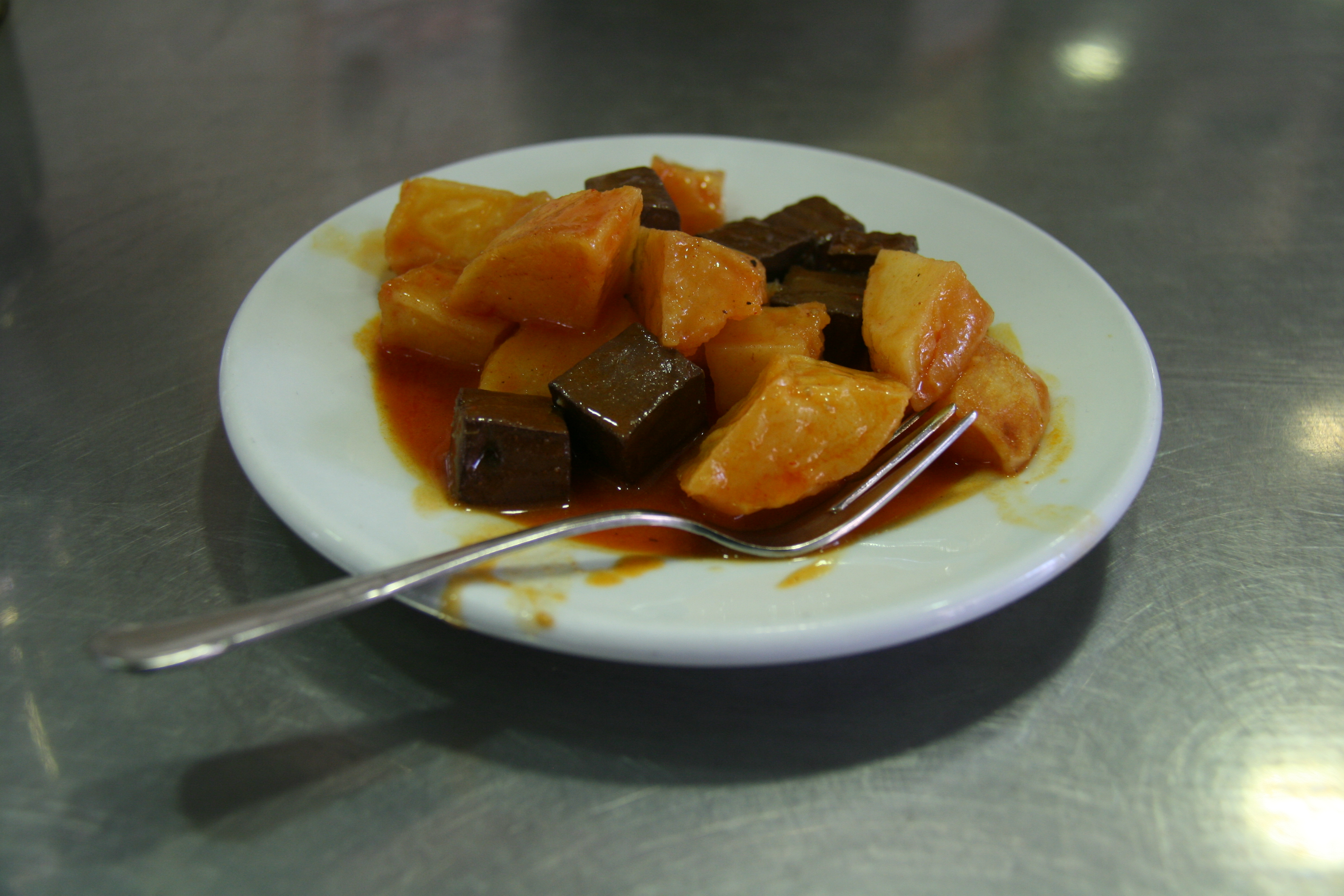
قطعات سیب زمینی پخته شده در خون

آشپزی با خون یا خون به عنوان غذا،  نوعی روش آشپزی است که در آن از خون به عنوان ماده اولیه استفاده می‌شود. این روش در برخی کشورها مثل تانزانیا، کره شمالی، کره جنوبی، چین و اکثر کشورهای اروپایی مرسوم است. انواع گوشت به عنوان مکمل با خون در این نوع آشپزی کاربرد متداول دارد. انواع سوسیس خون و سوپ خون از این نوع آشپزی حاصل می‌شوند. در این آشپزی از خون حیوانات اهلی و بلافاصله بعد از کشتار استفاده می‌گردد. قوم ماسای در آفریقا، خون را با شیر مخلوط می‌کنند. در برخی فرهنگ‌ها، از جمله اسلام، این نوع آشپزی حرام و ممنوع محسوب می‌شود.